# Juan Caballero Pérez
Juan Caballero Pérez (Estepa, 29 de agosto de 1804 -31 de marzo de 1885) fue un bandolero español.

## Biografía
Fue el menor de seis hijos de una familia humilde, pero con recursos suficientes como para que pudiera acudir a la escuela y aprender a leer y escribir, lo que más tarde le permitiría escribir sus memorias. Empezó a trabajar en el mismo oficio de su padre, surtidor de reses para el matadero.
El 21 de julio de 1827 contrajo matrimonio con María Brígida Fernández Pascual Labrado. Algo después, un hermano de su mujer que acababa de ser licenciado del ejército, al que llamaban el Beato por haber querido ser fraile, se presentó en Estepa con un compañero llamado Solís, al que apodaban el Verrugo, y no encontrando trabajo marcharon a Martín de la Jara, robando por el camino unas gallinas. El casero que denunció los hechos confundió a Caballero con Solís, por ir en compañía del Beato, por lo que lo encarcelaron en Estepa, comenzando en la cárcel su carrera delictiva. Fugado, formó una pequeña cuadrilla antes de unirse a la del Tempranillo en la serranía de Ronda, a cuyas órdenes estuvo poco tiempo. Tras la separación amistosa y andar solo durante seis meses formó una nueva partida que actuaba principalmente entre las campiñas de Sevilla y el sur de Córdoba, buscando refugio en los cortijos. Se repartía amigablemente el territorio andaluz con José María el Tempranillo, del que era compadre por haber llevado a la pila bautismal a su hijo, huérfano de madre en el parto. Como éste, Caballero se rodeó de una leyenda popular por su comportamiento presuntamente honorable y ausencia de crueldad; por ejemplo, se decía que, admirando la valentía de un soldado que cayó del caballo en el curso de una persecución contra él, mandó que fuese atendido y llevado a una venta cercana.
En 1832 se acogió al indulto ofrecido por el rey Fernando VII de España, y pasó el resto de su vida pacíficamente en Estepa, hecho íntimo amigo del cacique local, según escribía en 1908 el comandante de la Guardia Civil Rafael García Casero, «disfrutando muy regaladamente el capital arrancado con la vida a sus infinitas víctimas en su larga carrera de malhechor en cuadrilla. La comisión delicada, el encargo importante, todo cuanto requería la intervención de persona de confianza, era encomendado por el cacique al criminal jubilado». Murió de las complicaciones de un flemón un día de Martes Santo, siendo los martes un día que siempre había temido supersticiosamente.
Ramón del Valle-Inclán hizo de un Juan Caballero anciano, que en los ojos mostraba «una tristeza desolada y cuerda, la melancolía de los viejos sin facultades cuando siguen amando la fuerza y sus juegos valientes», uno de los protagonistas del libro V de Viva mi dueño, segundo episodio de El ruedo ibérico. 
En su honor se cantaba una quintilla que se hizo famosa:

Yo / con mi jaca trianera / y cuatro copas de vino / y cien duros en cartera / y Carmen la del Molino / me río de España entera.